# Chandragupta Maurya
Chandragupta Maurya († wohl 297 v. Chr.), den Griechen war er als Sandrokottos (altgriechisch Σανδράκοττος; lateinisch Androcottus) bekannt, war der Begründer des Maurya-Reichs. Er gilt als einer der großen indischen Herrscher.

## Leben

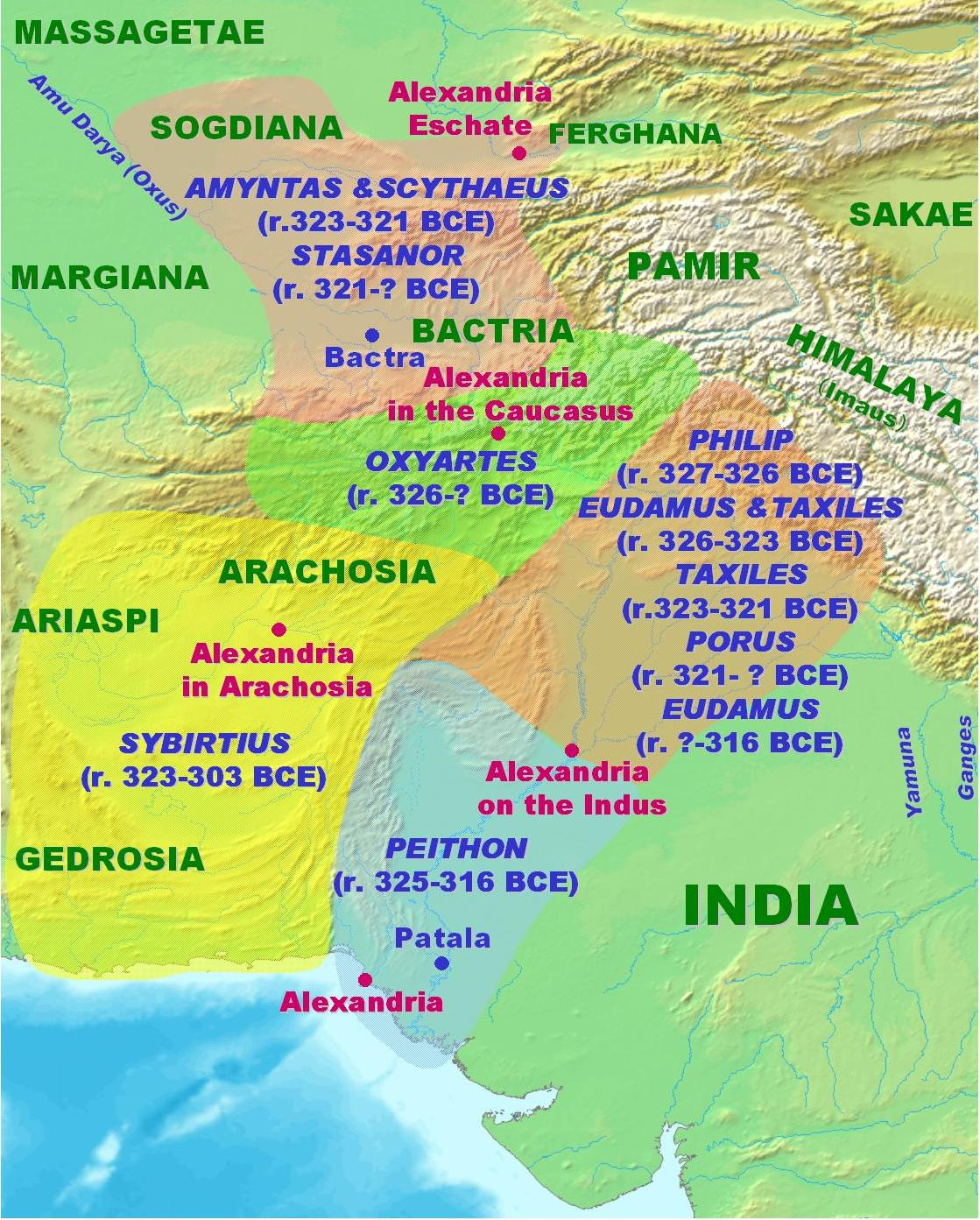
Chandragupta besiegte die letzten makedonischen Herrschaftsbereiche mit ihren Satrapen im Nordwesten des indischen Subkontinents; um 317 v. Chr.

Über Chandragupta sind wir besser informiert als über andere Zeitabschnitte der frühen indischen Geschichte, sowohl durch die Edikte des Mauryakönigs Ashoka als auch durch die Werke griechischer Autoren. So sind die Berichte des Megasthenes (Indiká), eines Botschafters des Seleukidenkönigs in Pataliputra (heute Patna), und auch die darauf beruhende Zusammenfassung des Jahrhunderte später lebenden Arrian (Indike) wichtige Quellen für diese Zeit. Sein engster Berater war ein Brahmane namens Chanakya, der Verfasser des berühmten Werks Arthashastra, eine Art politisches Lehrbuch, nicht unähnlich dem Il Principe Niccolò Machiavellis.
Über Chandraguptas Herkunft kursieren voneinander abweichende Berichte. Er musste aber wohl aus Furcht vor dem Nandakönig aus Pataliputra flüchten und stellte in der Folgezeit ein Heer aus Abenteurern auf. Mit diesem Heer eroberte er um 322/21 v. Chr., kurz nach dem Indienfeldzug Alexanders des Großen, Pataliputra, tötete den letzten Nandakönig und wurde dessen Nachfolger als Herrscher von Magadha. Nach Plutarch soll Chandragupta sogar Alexander begegnet sein und später erklärt haben, dass sich Alexander leicht zum Herren von Indien hätte machen können, zumal der Nandakönig bei der Bevölkerung verhasst gewesen war; allerdings ist diese Anekdote wohl eher eine spätere Erfindung. Chandragupta hatte aber gegen die makedonisch-griechischen Truppen im Punjab gekämpft, die von Alexander und dessen Nachfolgern, den Diadochen, zurückgelassen worden waren. Allerdings spielte diese Region nach dem Tod Alexanders nur am Rande eine Rolle für dessen um die Macht kämpfende Generäle, deren Aufmerksamkeit auf den Westen des zerbrechenden Alexanderreichs gerichtet war.
Nach dem Tod des Poros im Jahr 317 v. Chr. annektierte Chandragupta dessen Reich am Indus. Bald schon kontrollierte er den Nordwesten des Subkontinents. Manche späteren antiken Autoren interpretierten den Aufstieg des Mauryareichs als eine Art Reaktion auf die Eroberungsversuche Alexanders und die westliche Fremdherrschaft. Der Seleukidenkönig Seleukos I. jedenfalls fiel 305 v. Chr. mit einem Heer in den Punjab ein, sah sich jedoch aufgrund der Übermacht von Chandraguptas Streitmacht, die angeblich 400.000 Mann gezählt haben soll, gezwungen zu verhandeln. Seleukos trat die Gebiete westlich des Indus, darunter auch Gandhara und Belutschistan, an den Mauryakönig, der eine Tochter des Seleukos heiratete, ab und erhielt im Gegenzug 500 Kriegselefanten, die ihm in den nachfolgenden Diadochenkämpfen noch gute Dienste leisten sollten. Die diplomatischen Kontakte zwischen beiden Reichen blieben auch in der Folgezeit bestehen (siehe Megasthenes und Daimachos).
Das Mauryareich umfasste bald darauf bis auf den äußersten Süden den gesamten Subkontinent. Das Reich scheint recht straff und effizient organisiert gewesen zu sein und auch über einen effektiven Geheimdienst verfügt zu haben.
Gegen Ende seines Lebens soll Chandragupta zum Jainismus bekehrt worden sein und sich als Jaina-Mönch zu Tode gefastet haben. 
Sein Sohn Bindusara (Regierungszeit: ca. 298–272 v. Chr.) folgte ihm auf den Thron, danach dessen Sohn Ashoka (Regierungszeit: ca. 268–232 v. Chr.).